# マーション・ブルックス
マーション・ブルックス  (MarShon Scitif Brooks 1989年1月27日 - )は、アメリカ合衆国・ニュージャージー州ロングブランチ出身のプロバスケットボール選手。ポジションはシューティングガード。

## 来歴
ジョージア州の高校から2007年にプロビデンス大学に進学。4年間同大学の主力選手として活躍した後2011年のNBAドラフトでは25位でボストン・セルティックスから指名され、当日にニュージャージー・ネッツ (当時) が27位で指名したジャジュアン・ジョンソンとのトレードが成立し、ネッツ入り。ルーキーシーズンとなった2011-2012シーズンは、短縮シーズンの66試合中56試合に出場し、平均12,6得点, 3.6リバウンド, 2.3アシストを記録し、同シーズンのNBAオールルーキーチームのセカンドチームに選出されるなど、注目された。
ところが、ニューヨーク市ブルックリン区にチームが移転した2012-2013シーズン、ネッツは開幕前にアトランタ・ホークスとの大型トレードでジョー・ジョンソンを獲得。ブルックスはシックスマンでの起用となったが、これで調子を崩し、平均出場時間は前シーズンの29.4分から12.5分に減少。平均得点も5.4得点と大きく低下。結局ネッツ首脳陣に見切りを付けられる形で、ルーキー契約の4年目の契約を破棄された上でシーズン終了後のボストン・セルティックスとの大型トレードでセルティックスに放出された。
2013-2014シーズンは、調子を取り戻せずセルティックス、ゴールデンステート・ウォリアーズ、ロサンゼルス・レイカーズと3チームをたらい回しにされ、Dリーグ行きも命じたられた。
2014年夏にFAとなったブルックスは、インディアナ・ペイサーズからのオファーを断り、海外リーグで修行を積むことを決意。8月8日にイタリアのオリンピア・ミラノと契約。ユーロリーグにも出場した。
2015年8月5日、CBAの江蘇ドラゴンズと契約した。
2018年3月27日、メンフィス・グリズリーズと10日間契約を結んだ。3月28日に行われたポートランド・トレイルブレイザーズ戦で2014年4月16日以来となるNBAの公式戦に出場し21得点を記録、試合はグリズリーズが108-103で勝利した。2018年4月6日、グリズリーズと正式契約を結んだ。